# Anežka Hedvika Anhaltská
Anežka Hedvika Anhaltská (12. března 1573, Dessau – 3. listopadu 1616, Sønderborg) byla anhaltská princezna, abatyše z Gernrode, prvním sňatkem saská kurfiřtka a druhým sňatkem šlesvicko-holštýnsko-sonderburska vévodkyně.

## Život
Anežka Hedvika se narodila jako nejstarší dcera prince Jáchyma Arnošta Anhaltského a jeho druhé manželky Eleonory Württemberské. V osmi letech se v roce 1581 stala abatyší císařského kláštera svatého Cyriaka v Gernrode, kde zůstala až do své svatby o pět let později.
3. ledna 1586 se ani ne třináctiletá Anežka stala druhou manželkou o téměř čtyřicet sedm let staršího saského kurfiřta Augusta. O svatební noci údajně požádala německého učence Caspara Peucera o zproštění. Kurfiřt August zemřel o několik týdnů později, 11. února 1586. Jako vdovské sídlo Anežka obdržela zámek Lichtenburg, nikdy tam však nežila.
O dva roky později se čtrnáctiletá vdova 14. února 1588 provdala za ovdovělého vévodu, o osmadvacet let staršího Jana II. Šlesvicko-Holštýnsko-Sonderburského, syna dánského krále Kristiána III. Anežka Hedvika zemřela na podzim roku 1616; její manžel ji přežil o šest let.

## Potomci
Druhému manželovi porodila Anežka Hedvika za 28 let manželství devět dětíː
- Eleonora Šlesvicko-Holštýnsko-Sonderburská (4. dubna 1590 – 13. dubna 1669)
- Anna Sabina Šlesvicko-Holštýnsko-Sonderburská (7. března 1593 – 18. července 1659), ⚭ 1618 Julius Fridrich Württembersko-Weiltingenský (3. června 1588 – 25. dubna 1635),
- Johan Jiří Šlesvicko-Holštýnsko-Sonderburský (9. února 1594 – 25. ledna 1613)
- Jáchym Arnošt Šlesvicko-Holštýnsko-Sonderbursko-Plönský (29. srpna 1595 – 5. října 1671), ⚭ 1633 Dorotea Augusta Holštýnsko-Gottorpská (12. května 1602 – 13. března 1682)
- Dorotea Sibyla Šlesvicko-Holštýnsko-Sonderburská (*/† 1597)
- Dorotea Marie Šlesvicko-Holštýnsko-Sonderburská (23. července 1599 – 27. března 1600)
- Bernard Šlesvicko-Holštýnsko-Sonderburský (*/† 1601)
- Anežka Magdaléna Šlesvicko-Holštýnsko-Sonderburská (17. listopadu 1602 – 17. května 1607)
- Eleonora Žofie Šlesvicko-Holštýnsko-Sonderburská (14. února 1603 – 5. ledna 1675), ⚭ 1625 Kristián II. Anhaltsko-Bernburský (11. srpna 1599 – 21. září 1656), kníže anhaltsko-bernburský